# فوربول
فوربول (به انگلیسی: Phorbol) با فرمول شیمیایی C۲۰H۲۸O۶ یک ترکیب شیمیایی است. که جرم مولی آن ۳۶۴٫۴۴ g/mol می‌باشد. 